# تشارلز ديكي
تشارلز ديكي هو سياسي كندي، ولد في 14 سبتمبر 1859 في South-West Oxford ‏ في كندا، وتوفي في 16 سبتمبر 1947. نشط حزبياً في حزب كندا المحافظ. وقد انتخب عضو مجلس العموم الكندي.